# 基頓·奈伊
基頓·奈伊（英語：Gideon Nye，1812年—1888年1月25日），是一位美國外交官、藝術品收藏家、作家和商人，擅長從事東印度和中國貿易。他以其卓越的藝術收藏和深入研究中國的書籍而聞名。
奈伊於1812年出生於馬薩諸塞州費爾黑文（現為阿庫什內特）。

## 職業生涯
奈伊於1831年前往中國的他，在多家從事東印度和中國貿易的公司工作。1843年，他創立了"Nye, Parkin & Co."（紐柏兄弟公司）。1851年，該公司更名為"Nye Brothers & Co."（紐柏兄弟公司），並一直運營到1856年。在這段期間，該公司也被稱為"Bull, Nye, & Co."（布爾、紐柏公司），這是因為艾薩克·布爾的短暫參與。然而，在低迷的市場中，Nye Brothers公司在1856年破產倒閉，這是由於他們在市場上過度投資所導致的。

## 家庭
奈伊作為本傑明·奈伊的後裔，他是本傑明·奈伊的長子。本傑明·奈伊於1637年定居於馬薩諸塞州桑威奇。他的父親吉迪恩·奈伊於1786年出生，於1875年去世。他的母親西爾維婭·S·海瑟薇於1790年出生，於1883年去世。奈伊先生於1846年與瑪麗·E·沃什伯恩結婚，後者在紐倫堡去世。他們唯一的孩子是女兒艾倫·E·沃什伯恩，她於1846年在巴黎出生。

## 在廣州的住所
奈伊作為一位商人，他在中國度過了五十多年的時間，並在他生命的最後十年擔任美國駐廣州（現廣州）的副領事。他以其正直的品格而聞名，同時也是一位學術界人士，曾擔任醫學傳教協會的副主席和美國地理學協會的通訊會員。他被認為是廣州最古老的外國居民之一，自1831年抵達廣州以來已在該市生活了55年。他於1888年1月25日在該市去世，之後港口的領事館、海關和外國船隻的旗幟降半旗致哀兩天，以表達公眾對他的敬意和哀悼之情。

## 藝術收藏
奈伊在1845年至1850年期間在英国購買了大量珍贵的艺术作品，並在紐約進行展覽。人們曾試圖保持他的收藏品完好無損，但它們最终被分散到了大都會藝術博物館等地。這些畫作被認為是當時美國重要的藝術珍品。